# الشرقى (الشغادرة)

تعديل مصدري - تعديل

الشرقي هي إحدى قرى عزلة المعطن بمديرية الشغادرة التابعة لمحافظة حجة، بلغ تعداد سكانها 1205 نسمة حسب تعداد اليمن لعام 2004.